# أنتوني ألفورد
أنتوني ألفورد (بالإنجليزية: Anthony Alford)‏ هو لاعب كرة قدم أمريكية أمريكي، ولد في 20 يوليو 1994 في كولومبيا في الولايات المتحدة.

## وصلات خارجية
- أنتوني ألفورد على موقع دوري كرة القاعدة الرئيسي (الإنجليزية)
- أنتوني ألفورد على موقع دوري كوريا الجنوبية لكرة القاعدة (الإنجليزية)
- أنتوني ألفورد على موقع دوري أستراليا لكرة القاعدة (الإنجليزية)
- أنتوني ألفورد على موقعبيزبول رفرنس.كوم (الدوري الرئيسي) (الإنجليزية)
- أنتوني ألفورد على موقعبيزبول رفرنس.كوم (الدوري الثانوي) (الإنجليزية)
- أنتوني ألفورد على موقع إي إس بي إن.كوم (أم.أل.بي) (الإنجليزية)
- أنتوني ألفورد على موقع مشجعي الرسوم البيانية (الإنجليزية)